# Глига Григорій Семенович
Григорій Семенович Глига (17 листопада 1913 — 10 березня 1982) — радянський військовий льотчик часів Другої світової війни, гвардії майор. Герой Радянського Союзу (1945).

## Життєпис
Народився в селищі Олексієво-Орловка, нині в межах міста Шахтарськ Донецької області. Здобув неповну середню освіту, працював бухгалтером на елеваторі у смт Кутейникове тієї ж області.
У лавах РСЧА з 1935 року. У 1938 році закінчив курси молодших лейтенантів, а у 1939 році — Харківську військову авіаційну школу штурманів. У складі 12-го далекобомбардувального авіаційного полку (Закавказький ВО) брав участь в англо-радянському вторгненні в Іран.
Учасник німецько-радянської війни з серпня 1941 року, воював на Кримському, Південно-Західному, Південному, Сталінградському, Воронезькому, Степовому та 2-му Українському фронтах. Член ВКП(б) з липня 1942 року.
До 30 квітня 1945 року штурман 81-го гвардійського бомбардувального авіаційного полку 1-ї гвардійської бомбардувальної авіаційної дивізії 6-го гвардійського бомбардувального авіаційного корпусу 2-ї повітряної армії гвардії майор Г. С. Глига здійснив 136 вдалих бойових вильотів на бомбардування військ і техніки супротивника й 13 бойових вильотів на повітряну розвідку ближніх тилів і переднього краю супротивника.
У квітні 1944 року в повітряному бою був збитий, потрапив у полон до румунів, звідки здійснив втечу і повернувся у свою частину.
У листопаді 1946 року гвардії майор Г. С. Глига вийшов у запас. Мешкав в Одесі, працював диспетчером на хлібозаводі.

## Нагороди
Указом Президії Верховної Ради СРСР від 27 червня 1945 року «за зразкове виконання бойових завдань командування на фронті боротьби з німецькими загарбниками та виявлені при цьому відвагу і героїзм» гвардії майору Глигі Григорію Семеновичу присвоєне звання Героя Радянського Союзу з врученням ордена Леніна і медалі «Золота Зірка» (№ 6510).
Також нагороджений двома орденами Червоного Прапора (15.08.1942, 01.04.1945), орденами Вітчизняної війни 1-го ступеня (01.09.1943), Червоної Зірки (20.02.1942) і медалями, в тому числі «За бойові заслуги» (06.05.1946).